# Estación de San Juan del Puerto-Moguer
San Juan del Puerto-Moguer es una estación de ferrocarril situada en el municipio español de San Juan del Puerto, en la provincia de Huelva. Históricamente, San Juan del Puerto constituyó un complejo ferroviario en el que coincidían la línea Sevilla-Huelva, el ferrocarril de Buitrón y el ferrocarril de Riotinto. Debido a esta circunstancia, llegó a disponer de una espaciosa playa de vías y diversas instalaciones para facilitar el intercambio de mercancías entre las distintas líneas.  
En la actualidad se encuentra fuera de servicio, aunque sus instalaciones pueden ser utilizadas como apartadero. El apeadero de San Juan del Puerto es el que ha asumido los servicios de pasajeros. 

## Situación ferroviaria
Las instalaciones se encuentran situadas en el punto kilométrico 96,7 de la línea férrea de ancho ibérico Sevilla-Huelva, a 4 metros de altitud sobre el nivel del mar, entre las estaciones de San Juan del Puerto y de Huelva-Mercancías. Este trazado tenía como cabecera histórica la antigua estación de Sevilla-Plaza de Armas.

## Historia

### La época de MZA
La estación fue abierta al tráfico el 15 de marzo de 1880 con la puesta en funcionamiento de la línea férrea Sevilla-Huelva. La compañía MZA fue la encargada de las obras. Si bien la concesión inicial no era suya, la adquirió a la Compañía de los Ferrocarriles de Sevilla a Huelva y a las Minas de Río Tinto en 1877 para poder extender su red hasta el oeste de Andalucía.
El edificio principal de la estación de San Juan del Puerto era de estilo neomudéjar, siguiendo el mismo esquema que otras de la línea Sevilla-Huelva. Por la zona también pasaban o confluían el ferrocarril de Buitrón a San Juan del Puerto y el ferrocarril de Riotinto, ambos de carácter minero y vía estrecha. Esto se tradujo en una importante actividad ferroviaria, que incluía el tránsito regular de numerosos trenes. Debido a ello, en los alrededores de la estación de MZA se fue articulando un complejo que incluía diversas vías de servicio, almacenes e instalaciones para facilitar el intercambio de mercancías desde los trenes de la compañía de Buitrón.

### Bajo RENFE y Adif
En 1941, con la nacionalización de los ferrocarriles de ancho ibérico, las instalaciones pasaron a integrarse en la Red Nacional de los Ferrocarriles Españoles (RENFE). A partir de la década de 1960 el complejo ferroviario de San Juan del Puerto inició su declive con el cierre paulatino de los ferrocarriles de Buitrón y Riotinto, que serían desmantelados. La propia estación acabaría siendo cerrada al público y los servicios de pasajeros se trasladaron a un apeadero de nueva construcción. Desde enero de 2005, con la división de la antigua RENFE, el ente Adif es el titular de las instalaciones.